# UFC on Fuel TV: Silva vs. Stann
UFC on Fuel TV: Silva vs. Stann (también conocido como UFC on Fuel TV 8) fue un evento de artes marciales mixtas celebrado por Ultimate Fighting Championship el 3 de marzo de 2013 en el Saitama Super Arena, en Saitama, Japón.

## Historia
El evento principal contó con una pelea de peso semipesado entre los contendientes multidivisionales Wanderlei Silva y Brian Stann.
Diego Sánchez no pudo hacer el peso límite de 156 libras en el pesaje, con un peso de 158 libras. Sánchez recibió una multa del 20% de sus ingresos y la pelea fue impugnada en un peso acordado de 158 lbs.

## Resultados
1. ↑  Originalmente victoria por decisión dividida para Cáceres, el resultado fue cambiado a "Sin resultado", después de que Cáceres diera positivo por marihuana durante una revisión posterior a la pelea.

## Premios extra
Cada peleador recibió un bono de $50,000.
- Pelea de la Noche: Wanderlei Silva vs. Brian Stann
- KO de la Noche: Wanderlei Silva y Mark Hunt
- Sumisión de la Noche: No se entregó.